# Gontran pompier
Pour plus de détails, voir Fiche technique et Distribution.
Gontran pompier est un film muet français réalisé par Lucien Nonguet, sorti en 1905.

## Fiche technique
- Titre : Gontran pompier
- Réalisation : Lucien Nonguet
- Scénario :
- Producteur :
- Société de production : Pathé Frères
- Société de distribution : Pathé Frères
- Pays d'origine :  France
- Langue : film muet avec les intertitres en français
- Format : Noir et blanc — 35 mm — 1,33:1 — Muet — Procédé cinématographique sphérique
- Genre : Court-métrage de comédie
- Durée :
- Métrage :
- Dates de sortie : 
  - France : 1905